# Glutationilspermidina sintasi
La glutationilspermidina sintasi è un enzima numero EC 6.3.1.8 appartenente alla classe delle ligasi, che catalizza la seguente reazione:
glutatione + spermidina + ATP ⇄ glutationilspermidina + ADP + fosfato